# Lijst van voetbalinterlands Duitsland - Tsjecho-Slowakije
Deze lijst van voetbalinterlands is een overzicht van alle officiële voetbalwedstrijden tussen de nationale teams van (West-)Duitsland en Tsjecho-Slowakije. De landen speelden in totaal achttien keer tegen elkaar. De eerste ontmoeting, een halve finale van het Wereldkampioenschap voetbal 1934, werd gespeeld in Rome (Italië) op 3 juni 1934. Het laatste duel, een vriendschappelijke wedstrijd, vond plaats op 22 april 1992 in Praag.

## Wedstrijden
| №  | Plaats       | Datum             | Competitie           | Wedstrijd                          | Uitslag |
| -- | ------------ | ----------------- | -------------------- | ---------------------------------- | ------- |
| 1  | Rome         | 3 juni 1934       | WK 1934              | Tsjecho-Slowakije – Duitsland      | 3 – 1   |
| 2  | Dresden      | 26 mei 1935       | Vriendschappelijk    | Duitsland – Tsjecho-Slowakije      | 2 – 1   |
| 3  | Praag        | 27 september 1936 | Vriendschappelijk    | Tsjecho-Slowakije – Duitsland      | 1 – 2   |
| 4  | Breslau      | 12 november 1939  | Vriendschappelijk    | Duitsland – Tsjecho-Slowakije      | 4 – 4   |
| 5  | Praag        | 2 april 1958      | Vriendschappelijk    | Tsjecho-Slowakije – West-Duitsland | 3 – 2   |
| 6  | Helsingborg  | 11 juni 1958      | WK 1958              | Tsjecho-Slowakije – West-Duitsland | 2 – 2   |
| 7  | Ludwigshafen | 29 april 1964     | Vriendschappelijk    | West-Duitsland – Tsjecho-Slowakije | 3 – 4   |
| 8  | Düsseldorf   | 28 maart 1973     | Vriendschappelijk    | West-Duitsland – Tsjecho-Slowakije | 3 – 0   |
| 9  | Belgrado     | 20 juni 1976      | EK 1976              | Tsjecho-Slowakije – West-Duitsland | 2 – 2   |
| 10 | Hannover     | 17 november 1976  | Vriendschappelijk    | West-Duitsland – Tsjecho-Slowakije | 2 – 0   |
| 11 | Praag        | 11 oktober 1978   | Vriendschappelijk    | Tsjecho-Slowakije – West-Duitsland | 3 – 4   |
| 12 | Rome         | 11 juni 1980      | EK 1980              | Tsjecho-Slowakije – West-Duitsland | 0 – 1   |
| 13 | Keulen       | 14 april 1982     | Vriendschappelijk    | West-Duitsland – Tsjecho-Slowakije | 2 – 1   |
| 14 | Praag        | 30 april 1985     | WK 1986 kwalificatie | Tsjecho-Slowakije – West-Duitsland | 1 – 5   |
| 15 | München      | 17 november 1985  | WK 1986 kwalificatie | West-Duitsland – Tsjecho-Slowakije | 2 – 2   |
| 16 | Düsseldorf   | 26 mei 1990       | Vriendschappelijk    | West-Duitsland – Tsjecho-Slowakije | 1 – 0   |
| 17 | Milaan       | 1 juli 1990       | WK 1990              | Tsjecho-Slowakije – West-Duitsland | 0 – 1   |
| 18 | Praag        | 22 april 1992     | Vriendschappelijk    | Tsjecho-Slowakije – Duitsland      | 1 – 1   |

## Samenvatting
| Competitie        | Totaal gespeeld | Winst Duitsland | Gelijk | Winst Tsjecho-Slowakije | Doelsaldo Duitsland – Tsjecho-Slowakije |
| ----------------- | --------------- | --------------- | ------ | ----------------------- | --------------------------------------- |
| WK-eindronde      | 3               | 1               | 1      | 1                       | 4 − 5                                   |
| WK-kwalificatie   | 2               | 1               | 1      | 0                       | 7 − 3                                   |
| EK-eindronde      | 2               | 1               | 1      | 0                       | 3 − 2                                   |
| Vriendschappelijk | 11              | 7               | 2      | 2                       | 26 − 18                                 |
| Totaal            | 18              | 10              | 5      | 3                       | 40 − 28                                 |

Wedstrijden bepaald door strafschoppen worden, in lijn met de FIFA, als een gelijkspel gerekend.